# Ceratogymna atrata

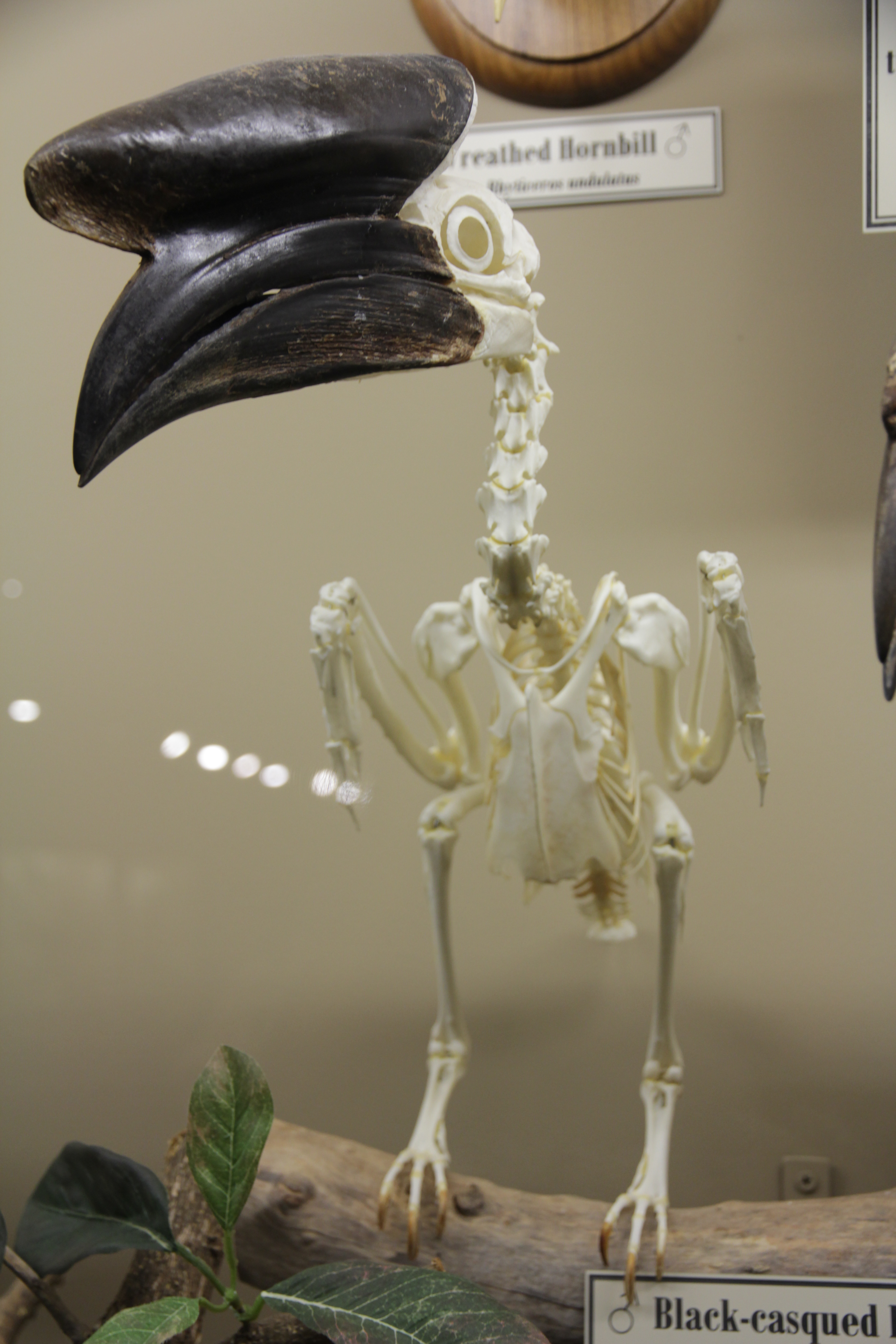
Scheletro di un maschio di bucero dal casco nero.

Il bucero dal casco nero (Ceratogymna elata (Temminck, 1831)) è un uccello della famiglia dei Bucerotidi originario dell'Africa occidentale e centrale.

## Descrizione

### Dimensioni
Misura 60-70 cm di lunghezza, per un peso di 1069-1600 g nel maschio e di 907-1182 g nella femmina.

### Aspetto
Il piumaggio è interamente nero, con riflessi metallici sulla parte superiore del corpo. L'estremità delle timoniere esterne è bianca. La sommità del capo è ricoperta da un ciuffo ispido particolarmente disordinato e il becco nero è sormontato da una protuberanza cilindrica dello stesso colore. La pelle è nera su entrambi i lati della testa, mentre la pelle nuda della gola è blu cobalto. La femmina, di dimensioni più piccole, ha la testa e il collo bruno-rossastri e il becco bruno-nerastro sormontato da un casco molto più sottile. I giovani somigliano soprattutto alla femmina, diversamente a quanto accade nelle specie asiatiche.

## Biologia
I buceri dal casco nero abbandonano i loro posatoi all'alba in piccole truppe per andare alla ricerca di cibo. Preferiscono rimanere sulla sommità degli alberi a 50 o 60 metri dal suolo. È loro necessaria una grande quantità di cibo e per soddisfare il loro appetito si dirigono verso gli alberi carichi di frutti. Per raggiungere il loro scopo, sono in grado di percorrere lunghe distanze e ispezionare vaste distese di foresta. Le ali arrotondate rendono il loro volo difficile e particolarmente rumoroso per un uccello. Molti esemplari non smettono di lanciare i loro richiami quando sono in aria, emettendo dei segnali sonori particolarmente potenti. Le coppie rimangono unite durante tutto l'anno e, anche dopo la stagione della nidificazione, i maschi continuano spesso a nutrire le loro compagne.

### Alimentazione
Il loro menu è composto principalmente da frutti o da noci delle palme Calamus o Raphia vinifera, ma consumano anche una grande varietà di insetti e di piccoli crostacei e talvolta effettuano razzie nelle colonie di gendarmi (Ploceus cucullatus) per catturare i nidiacei. Si stima che la dieta di questa specie di bucero sia per l'85% vegetariana e per il restante 15% costituita da sostanze di origine animale. Generalmente gli insetti sembrano costituire una parte irrisoria della dieta, ma diventano una fonte significativa di nutrimento durante la stagione delle piogge, quando emergono dai loro nidi formiche alate e termiti.

### Riproduzione
Come tutti i buceri (eccetto i bucorvi), questi uccelli nidificano nelle cavità degli alberi e alcuni nidi a volte si trovano a più di 20 metri dal suolo. La stagione riproduttiva inizia quando la disponibilità di risorse alimentari è maggiore. La nidificazione può avere successo solo se vi è abbondanza di cibo. Nelle annate di penuria, i buceri depongono un numero minore di uova o semplicemente rinunciano alla riproduzione. È la femmina a dedicarsi alla cova delle uova in un nido il cui ingresso è, come sempre in queste specie, chiuso con l'aiuto di materiali vari quali fango, alimenti inumiditi o escrementi consolidati con la saliva. Il maschio si occupa di alimentarla attraverso una piccola apertura lasciata nella parte anteriore. I giovani crescono lentamente e lo sviluppo della protuberanza cilindrica, appena visibile nei piccoli, è eccessivamente lungo, raggiungendo il pieno sviluppo dopo diversi anni.

## Distribuzione e habitat
Questa specie, appartenente al gruppo dei grandi buceri africani, occupa un areale particolarmente vasto, che si estende su quasi 2.100.000 chilometri quadrati in Africa occidentale, dalla Liberia alla Repubblica Democratica del Congo e all'Angola. I suoi rappresentanti si tengono lontani dalla costa e vivono nelle foreste pluviali e nelle foreste a galleria fino a 1250 metri di altitudine.